# WEEKEND TRAIN
WEEKEND TRAIN（ウィークエンド・トレイン） は、FM徳島で放送されていたラジオ番組。

## 概要
- 金曜日の長い自社製作枠の後半で、ニュース・天気予報から、週末に向けたイベント情報や映画情報を放送していた。
- 2010年春の大幅な番組改編に伴い、放送時間が拡大するFRIDAY ONLINE-FIVE COLORS RADIO-に吸収される形で、2010年3月26日に放送が終了した。

## タイムテーブル
- 17:00～オープニング
- 17:05～Weekend Weather&Sports
- 17:08～ウィートレクイズ出題
- 17:10～Snow Information(1月～3月末限定コーナーで徳島県や近県スキー場の積雪具合などを紹介していた)
- 17:20～Top Story(この時間までに入ったニュースを伝える)
- 17:25～Q&A
- 17:30～Weather Information
- 17:35～Travel Information
- 17:50～Weekend Event Information
- 18:00～ブライダルプランニングのBPナビゲーション
- 18:10～Weekend Event Information
- 18:30～Weekend Movie Information
- 18:40～ウィートレクイズ答え合わせ

## パーソナリティー
- 井内麻理子

### 過去のパーソナリティー
- 永縄潤
- 黒田忠良
- 蔭山洋子

## 備考
- 以前は、URBAN FRIDAYが12:00-18:50で放送されていたが、後番組FRIDAY EXPRESSに移行すると17:00で分割され、後半枠の番組として誕生した。
- Weather Informationで使用されているBGMは、2007年4月～2010年3月26日の最終回までは、映画「セント・エルモス・ファイアー」のサウンドトラックより「愛のテーマ(Instrumental)」で、2006年4月～2007年3月には、ドラマ「ラブジェネレーション」サウンドトラックより「Sometime Ago」が使用されていた。
- 2009年4月3日より心の手紙の放送のため、放送時間が18:45までと10分短縮になったが、終了後はまた18:55へ戻っていた。